# Limnophora gorokensis
Limnophora gorokensis är en tvåvingeart som beskrevs av Shinonaga 2005. Limnophora gorokensis ingår i släktet Limnophora och familjen husflugor. Inga underarter finns listade i Catalogue of Life.